# Agnese Grieco
Agnese Grieco (* 1960 in Mailand) ist eine italienische Schriftstellerin, Dramaturgin, Drehbuchautorin, Filmemacherin und literarische Übersetzerin. Sie lebt seit 1996 in Berlin und publiziert in italienischer, wie deutscher Sprache.

## Leben und Wirken
Agnese Grieco wurde in Mailand geboren und besuchte das klassische Gymnasium Giovanni Berchet.
Nach der Matura entschied sie sich, ein Studium der Philosophie an der Universität Mailand aufzunehmen. Mit einem Auslandsstipendium des italienischen Staates wechselte sie zur Promotion an die Freie Universität Berlin. In dieser Zeit begann sie, literarische wie philosophische Texte vom Deutschen ins Italienische zu übersetzen, darunter Texte von Thomas Bernhard, Wolfgang Hilbig, Ernst Jünger, Botho Strauß und Birgit Vanderbeke.
1995 beendete sie ihre Studien mit einer Dissertation zu Ludwig Wittgenstein und Sokrates. Forschungsanliegen der Arbeit war es, den ethischen Intellektualismus Wittgensteins auf die Relevanz der sokratischen These, Tugend sei Erkenntnis, zu überprüfen. Die daraus resultierende Frage, ob das Erkennen des Guten zu gutem Handeln verpflichte, führt zu einer Positionierung von Philosophie und Ethik. Dass Philosophie keine Ethik im Sinne einer Lehre sein kann, aber als eine andauernde ethische Übung möglichen Sinn hat, ist eine der auf Wittgenstein gestützten Kernsentenzen ihres Nachwortes.
Vielseitige Tätigkeiten im Grenzbereich von Wissenschaft und Kunst, Philosophie und Literatur schlossen sich an: Agnese Grieco lehrte als Philosophiedozentin an der Universität Mailand, unterrichtete Dramaturgie an der Universität Ferrara, wie am Teatro Stabile di Torino. Sie schrieb, moderierte, führte Regie und übersetzte weiterhin.

Mit Texten zu Phaidra, die sie Euripides, Seneca und Ovid entlieh und in spannungsvolle Beziehung zueinander setzte, debütierte sie 1998 in Deutschland als Dramaturgin am Stuttgarter Theater Rampe. Weitere Inszenierungen folgten in Mailand, Rom, Turin, Bielefeld und Berlin. Die Vergegenwärtigung antiker, mythischer Gestalten, die Untersuchung ihrer Rezeptionsgeschichten in westlichen Kulturen, wie die experimentelle Aneignung und Gegenüberstellung zu Denkern der Moderne, zu aktuellen Lebenshaltungen, öffentlichen Diskursen und Politiken bleibt prägend. Ihre intensive Beschäftigung mit der antiken Heroine Phädra, die in einem Dilemma zwischen Einsicht und Handeln gefangen ist, fasste sie später in dem 2022 erschienenen philosophischen Essay Phädras Ehre zusammen und ließ dabei auch eine persönliche Identifikation erkennen:
„Ich habe mich in Phädra verliebt, als ich ein Mädchen war. Eine Gymnasiastin. In Phädra, nicht in Antigone oder Kassandra. Keine Weltverbesserin, keine Heroine, Phädra. Eine verliebte Frau. Eine dark lady, die dem Geliebten den Tod gibt. Eine Verliebte, Unheil bringende, intellektuelle Selbstmörderin und Mörderin.“ 
Die Publikation wurde mit einer ausführlichen Rezension in der F.A.Z (24. Februar 2023) durch Jürgen Kaube gewürdigt, der folgendes Résumé zog:
„Für Agnese Grieco ist die Geschichte der Phädra eine über die Rolle des Eros in der griechischen Gesellschaft, ihres Begriffs des Hauses, das unter männlicher Vorherrschaft steht, und ihrer Begründungen für diese Überlegenheit der Männer. Athen hat seinen Namen nach einer Göttin, die aber nicht von einer Mutter geboren wurde. Die Zeugung selbst wurde nicht als etwas Gemeinschaftliches, Geteiltes verstanden, sondern als Gabe, die Frauen von Männern erhalten. Ein Blick in Platons schreckliche Vorstellungen von der Sexualordnung in der perfekten Polis und in die gynäkokratische Komödie des Aristophanes, Frauenvolksversammlung, in der radikale sexuelle Gerechtigkeit durchgesetzt werden soll, bilden das vorletzte Kapitel des Buches.“
2006 nahm das Berliner Institute for Cultural Inquiry (ICI), Agnese Grieco als assoziiertes Mitglied auf.
2018 wurde sie mit Who I am zu den Internationalen Hofer Filmtagen eingeladen: Der 2017 in enger Zusammenarbeit mit Lucia Chiarla produzierte Dokumentarfilm, begleitet über sechs Monate eine Gruppe minderjähriger Migranten, die sich in Berlin in einem neuen Alltag einrichten. In einer Art Bühnenraum führt Agnese Grieco mit den Protagonisten Gespräche zu Themen wie Identität, Krieg, Religion, Verlust, Gewalt, Kapitalismus und vieles mehr.

## Preise, Stipendien und Auszeichnungen
- 2018: Literaturpreis Premio Procida Isola di Arturo Elsa Morante für Atlante delle Sirene.
- 2021: Sonderstipendium INITIAL der Akademie der Künste Berlin in der Sparte Literatur
- 2022: Deutsch-Italienischer Übersetzerpreis Premio Strega Europeo für die Übertragung von Anne Webers 2020 erschienenen Roman Annette, ein Heldinnenepos ins Italienische: Annette, un poema eroico.[13][14]
- 2022: Mazzucchetti-Gschwend-Übersetzungspreis ebenfalls für: Annette, un poema eroico.
- 2022/2023: Kurzzeitstipendium an der Villa Massimo

## Publikationen von Agnese Grieco
- Hans-Georg Gadamer, trad. di Marialuisa Donati e Maria Elena Ponzo: Dove si nasconde la salute [Über die Verborgenheit der Gesundheit]. Hrsg.: Agnese Grieco e Vittorio Lingiardi. Cortina, Milano 1994, ISBN 88-7078-289-1.
- Agnese Grieco: Die ethische Übung: Ethik und Sprachkritik bei Wittgenstein und Sokrates. In: Zugl.: Berlin, Freie Univ. Diss. 1995. Lukas Verlag, Berlin 1996, ISBN 3-931836-02-9.
- Agnese Grieco: Wittgenstein : un manuale per capire ; un saggio per riflettere. Il Saggiatore, Milano 1998, ISBN 88-428-0638-2.
- Giulio Giorello e Agnese Grieco: Una bella successione di molteplici forme. In: Giulio Giorello (Hrsg.): Goethe scienziato. Enaudi, Torino 1998, ISBN 88-06-14206-2, S. 3–28.
- Agnese Grieco: L’apparire del bello e il manifestarsi del vero. Considerazioni scettiche. In: Giulio Giorello (Hrsg.): Goethe scienziato. Enaudi, Torino 1998, ISBN 88-06-14206-2, S. 147–168.
- Vittorio Lingiardi, Agnese Grieco: Hermeneutics and the Philosophy of Medicine: Hans-Georg Gadamer's Platonic Metaphor. In: Theoretical medicine and bioethics. Band 20, Nr. 5, 1999, S. 413–422, doi:10.1023/A:1009929001467.
- Agnese Grieco: Anatomia di una rivolta : Andreas Baader, Gudrun Ensslin, Ulrike Meinhof ; un racconto a più voci. Il Saggiatore, Milano 2010, ISBN 978-88-428-1494-8.
- Agnese Grieco: The Body of the Actor: Notes on the Relationship between the Body an Acting in Pasolini´s Cinema. In: Luca di Blasi, Manuele Gragnolati, and Christoph F. E. Holzhey (Hrsg.): The scandal of self-contradiction: Pasolini`s multistable subjectivities, geographies, traditions. Turia + Kant, Wien 2012, ISBN 978-3-85132-681-9, S. 85–103. [open access]
- Agnese Grieco: Atlante delle Sirene. Il Saggiatore, Milano 2017, ISBN 978-88-428-2290-5.

- Agnese Grieco: Phädras Ehre. In: (= Fröhliche Wissenschaft. Nr. 193). Erste  Auflage. Matthes & Seitz, Berlin 2022, ISBN 978-3-7518-0537-7.

## Übersetzungen von Agnese Grieco
- Thomas Bernhard, trad. di Agnese Grieco: A colpi d'ascia : una irritazione. Adelphi, Milano 1990.
- Wolfgang Hilbig, trad. di Agnese Grieco: La presenza dei gatti. Il Saggiatore, Milano 1996, ISBN 88-428-0278-6.
- Ernst Jünger, trad. di Agnese Grieco e Alvise La Rocca: Al muro des tempo. Adelphi Ed., Milano 2000, ISBN 88-459-1508-5.
- Birgit Vanderbeke, trad. di Agnese Grieco: Abbastanza bene. Vespe, Pescara 2000, ISBN 88-8379-001-4.
- Veza Canetti, trad. di Agnese Grieco: La Strada Gialla. Marsilio, Venezia 2001, ISBN 88-317-7347-X.
- Norman Manea, Hannes Stein, trad. di Agnese Grieco: Conversazioni in esilio. Il Saggiatore, Milano 2012, ISBN 978-88-428-1770-3.
- Arthur Schnitzer, ed. e trad. di Agnese Grieco e Fernanda Rosso Chioso: Sogni: 1875–1931. Il Saggiatore, Milano 2013, ISBN 978-88-428-1849-6.
- Erika Mann, trad. di Agnese Grieco: Quando si spengono le luci : storie dal Terzo Reich. Il Saggiatore, Milano 2013, ISBN 978-88-428-1295-1.
- Botho Strauß, trad. di Agnese Grieco: Herkunft. Il Saggiatore, Milano 2015, ISBN 978-88-428-2158-8.
- Botho Strauß, trad. di Agnese Grieco: Mikado. Il Saggiatore, Milano 2016, ISBN 978-88-428-2177-9.
- Pëtr Andreevič Pavlenskij (Verfasser), Ilja Daničevskij (Mitwirkender) Vladimir Velminskij (Mitwirkender), traduzione e prefazione di Agnese Grieco: Gefängnis des Alltäglichen. Il Saggiatore, Milano 2019, ISBN 978-88-428-2530-2.
- Botho Strauß, trad. di Agnese Grieco: il perseverante. Il Saggiatore, Milano 2020, ISBN 978-88-428-2645-3.
- Anna Katharina Fröhlich, trad. di Agnese Grieco: La trama dell ´invisibile: romanzo. Mondadori, Milano 2025, ISBN 978-88-04-80153-5.